# Lucky Air
Lucky Air (chin.upr.祥鹏航空公司) – chińska tania linia lotnicza z siedzibą w Kunmingu, prowincji Junnan. Założona w lipcu 2004, do grudnia 2005 funkcjonowała pod nazwą Shilin Airlines. Główna baza operacyjna znajduje się w Kunming Changshui. Linia lotnicza należy do grupy Hainan Airlines.
Lucky Air są jednym z czterech założycieli U-FLY Alliance – pierwszego na świecie sojuszu zrzeszającego wyłącznie tanie linie lotnicze.
Agencja ratingowa Skytrax przyznała linii trzy gwiazdki.

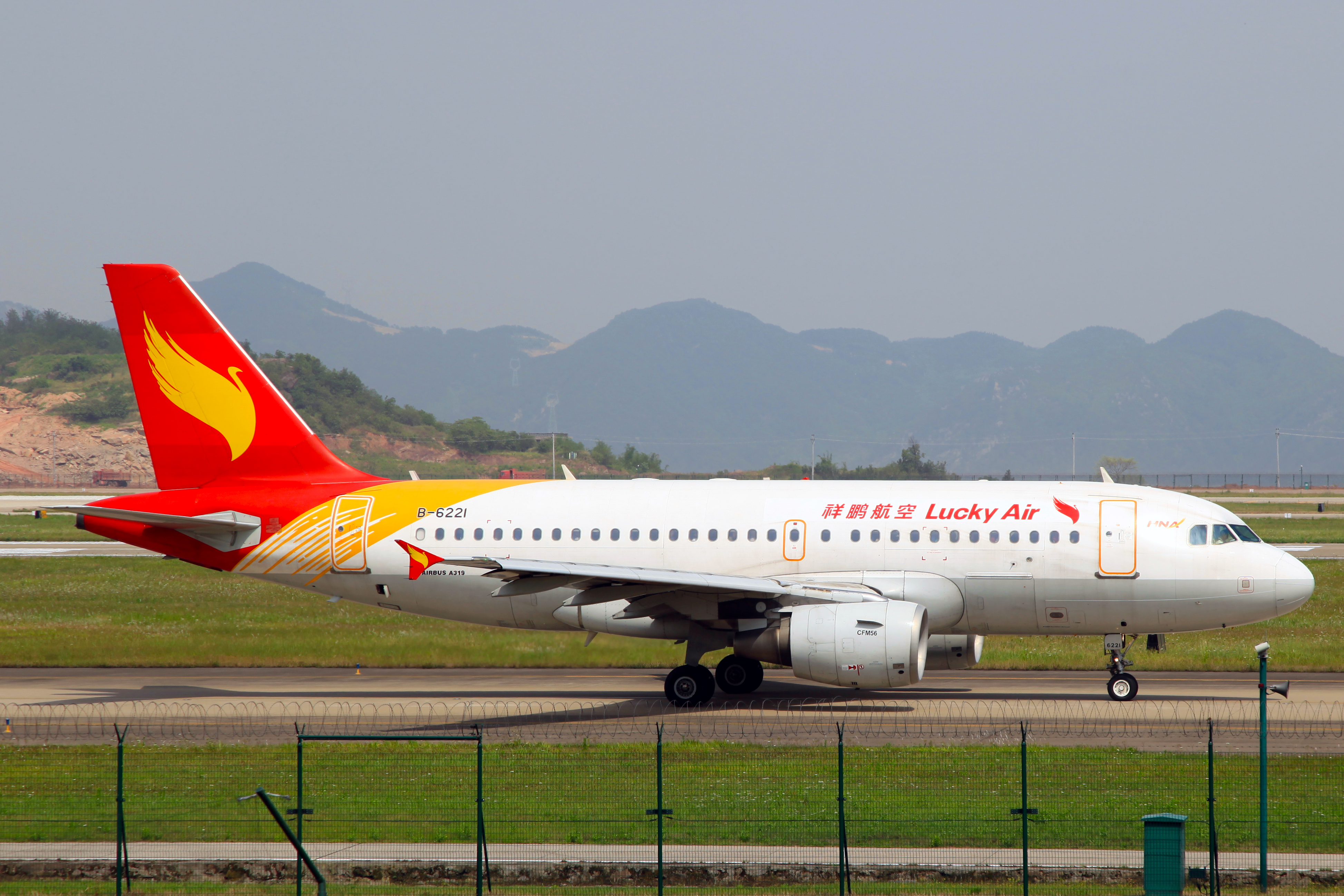
Airbus A319 Lucky Air na lotnisku Chongqing Jiangbei

## Flota
Według stanu na grudzień 2024 flota Lucky Air składała się z 50 samolotów o średnim wieku 9 lat:
| Samolot          | Samolot | Samolot   | Liczba miejsc | Liczba miejsc | Liczba miejsc | Uwagi |
| Model            | Aktywne | Zamówione | B             | E             | Łącznie       | Uwagi |
| ---------------- | ------- | --------- | ------------- | ------------- | ------------- | ----- |
| Airbus A320-200  | 7       | -         | -             | 174           | 174           |       |
| Airbus A320-200  | 7       | -         | -             | 186           | 186           |       |
| Airbus A320neo   | 6       | -         | -             | 186           | 186           |       |
| Airbus A330-300  | 4       | -         | 24            | 279           | 303           |       |
| Boeing 737-700   | 9       | -         | 8             | 120           | 128           |       |
| Boeing 737-700   | 9       | -         | -             | 145           | 145           |       |
| Boeing 737-800   | 20      | -         | -             | 189           | 189           |       |
| Boeing 737 MAX 8 | 4       | -         | -             | 189           | 189           |       |
| Łącznie          | 50      | 0         |               |               |               |       |